# Indotyphlus battersbyi
Espèce
Statut de conservation UICN

 DD  : Données insuffisantes
Indotyphlus battersbyi est une espèce de gymnophiones de la famille des Indotyphlidae.

## Répartition
Cette espèce est endémique d'Inde. Elle se rencontre entre 300 et 1 300 m d'altitude au Gujarat,  au Maharashtra et au Kerala.

## Description
L'holotype de Indotyphlus battersbyi mesure 170 mm. Il a été collecté par Charles McCann à Kandala dans le district de Pune.

## Étymologie
Cette espèce est nommée en l'honneur de James Clarence Battersby (1901–1993), un herpétologiste britannique du Musée d'histoire naturelle de Londres.

## Publication originale
- Taylor, 1960 : A new caecilian genus in India. University of Kansas Science Bulletin, vol. 40, no 3, p. 31-36 (texte intégral).